# Jean Bondu
Jean Bondu (Les Essarts, 17 de julho de 1966) é um clérigo católico romano francês. Atualmente é bispo auxiliar em Rennes.

## Vida
Jean Bondu estudou filosofia e teologia católica nos seminários de Angers e Nantes. Em 30 de junho de 1991 recebeu o sacramento da ordenação como diácono de François Charles Garnier. Foi ordenado sacerdote pela diocese de Luçon em 14 de junho de 1992.
Bondu trabalhou de 1992 a 1999 como vigário paroquial em Les Sables-d'Olonne . De 1999 a 2000 completou estudos adicionais de catequese em Paris. Depois de retornar à sua diocese de origem, Jean Bondu foi inicialmente responsável pela catequese. Em seguida, serviu como vigário episcopal para a catequese e a pastoral juvenil (2005-2009) e para a região pastoral central da diocese de Luçon (2009-2011). Em 2011 tornou-se vigário geral da diocese de Luçon. De 2017 a 2018, Bondu liderou a diocese de Luçon como administrador diocesano durante o período de vacância do sedis. Ele então serviu novamente como vigário geral antes de se tornar pároco e reitor em Challans em 2019.
Em 30 de novembro de 2022, o Papa Francisco nomeou- o bispo titular de Vaison e bispo auxiliar de Rennes. A consagração episcopal na Catedral de Rennes foi dada por Pierre Paul Oscar d'Ornellas , Arcebispo de Rennes, em 22 de janeiro de 2023. Os co-consagradores foram François Joseph Marie Jacolin , Bispo de Luçon , e Alain Jean Louis Guellec , Bispo de Montauban. Seu lema Vous êtes au Christ, le Christ, est à Dieu (“Vós pertenceis a Cristo e Cristo pertence a Deus”) vem de 1 Cor 3.23  EU .